# Antonio Inveninato
Antonio Inveninato (Rosario, 1 de mayo de 1929 - ¿Rosario, 2008?) fue un exfutbolista argentino; se desempeñaba en la posición de centrocampista y su primer club fue Rosario Central.

## Trayectoria

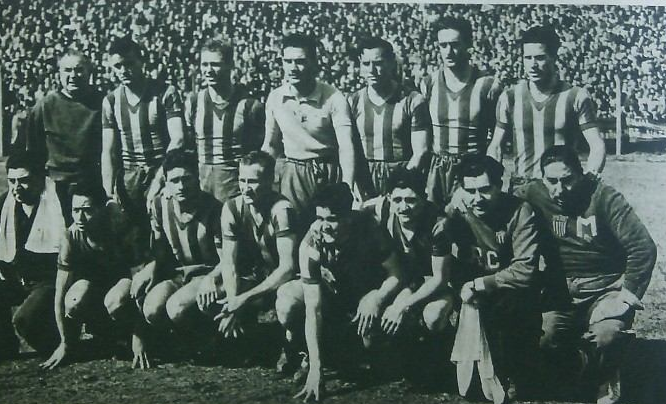
Rosario Central en 1951. Parados: Federico Vairo, Mario Virginio, Pedro Botazzi, Alfredo Fógel, Eduardo Blanco, Antonio Inveninato; hincados: Antonio Gauna, Humberto Rosa, Eduardo Di Loreto, Juan Vairo, Juan Intini.

Sus características de juego correspondían a un mediocampista de marca, jugando preferentemente por el sector derecho. Luego de incorporarse a la edad de 13 años a las divisiones inferiores de Rosario Central, logró debutar en el primer equipo en 1948; por la Copa de Competencia Británica Central venció 3-2 a Newell's Old Boys en el clásico rosarino por los octavos de final; el cotejo se disputó en cancha de Newell's pero en condición neutral, y el torneo se terminó declarando desierto a causa del inicio de una huelga por parte de los futbolistas profesionales. Precisamente gracias a esta Inveninato logró jugar seis cotejos sobre el final del Campeonato de Primera División, ya que la Asociación del Fútbol Argentino decidió continuar disputando este certamen con juveniles.
Recién en 1951 logró titularidad. El equipo canalla había perdido la categoría el año anterior, el entrenador Fermín Lecea dejado el cargo y llegado como nuevo técnico Mario Fortunato; este último le dio continuidad conformando la línea media junto al también juvenil Federico Vairo y al experimentado Alfredo Fógel. Central obtuvo el título de campeón y logró volver rápidamente al círculo de privilegio. Quien también retornó fue Lecea, e Inveninato se vio relegado a ser suplente de José Minni, otro valor surgido del club, tres años menor que él. En 1954 finalizó su ciclo en la Academia; disputó un total de 38 partidos a lo largo de siete temporadas.
Pasó a Colón, club en el que se desempeñó entre 1955 y 1956 en la Primera B (por entonces segunda categoría nacional), cerrando su carrera en 1957 en Newbery Everton de Cruz Alta, en torneos regionales de la provincia de Córdoba.

## Clubes
| Club                        | País      | Año       |
| --------------------------- | --------- | --------- |
| Rosario Central             | Argentina | 1948-1954 |
| Colón                       | Argentina | 1955-1956 |
| Newbery Everton (Cruz Alta) | Argentina | 1957      |

## Palmarés
| Equipo          | País      | Título           | Año  |
| --------------- | --------- | ---------------- | ---- |
| Rosario Central | Argentina | Segunda división | 1951 |